# Capidava
Capidava  (лат.) — род аранеоморфных пауков из подсемейства Aelurillinae в семействе пауков-скакунов (Salticidae). Все девять видов рода распространены в странах Южной Америки.

## Виды
- Capidava annulipes Caporiacco, 1947 — Гвиана
- Capidava auriculata Simon, 1902 — Бразилия typus
- Capidava biuncata Simon, 1902 — Бразилия
- Capidava dubia Caporiacco, 1947 — Гвиана
- Capidava rufithorax Simon, 1902 — Перу
- Capidava saxatilis Soares & Camargo, 1948 — Бразилия
- Capidava uniformis Mello-Leitão, 1940 — Гвиана
- Capidava variegata Caporiacco, 1954 — Французская Гвинея